# Valeria Alessandrini
Valeria Alessandrini (Terni, 26 agosto 1975) è una politica italiana.

## Biografia
Inizia con la politica nel 2018, quando si iscrive alla Lega e per la quale si candida alla carica di consigliere comunale di Terni a sostegno del candidato a sindaco Leonardo Latini, venendo eletta. Viene nominata dallo stesso Latini assessore alla scuola e università, e per tale motivo cessa dal mandato di consigliere comunale.
Alle elezioni regionali in Umbria del 2019, si è candidata alla carica di consigliere regionale a sostegno della candidata presidente Donatella Tesei, venendo eletta con 4942 preferenze. Per tale motivo, si è dimessa dalla carica di Assessore del comune di Terni.
In seguito alle dimissioni della stessa Donatella Tesei per incompatibilità, vengono indotte per l'8 marzo 2020 delle Elezioni politiche per il Collegio uninominale di Terni al Senato della Repubblica. Viene sostenuta da Lega, Forza Italia e Fratelli d'Italia, venendo eletta con il 53,74% dei voti.
Alle elezioni politiche anticipate del 25 settembre 2022 viene candidata per la Camera come capolista nel plurinominale dell’Umbria, senza essere poi eletta.